# Comté de Sponheim
 (juin 2012).
v. 1125 – 1798
Entités précédentes :
- Duché de Franconie
- Duché de Lorraine

Entités suivantes :
- Départements de la Sarre, de Rhin-et-Moselle et du Mont-Tonnerre
au sein de la  République française

Le comté de Sponheim (en allemand : Grafschaft Sponheim) est un ancien État du Saint-Empire romain germanique, située dans la région du Hunsrück, aujourd'hui en Rhénanie-Palatinat, (Allemagne). Fondé au début du XIIe siècle, ce territoire immédiat a existé jusqu'à l'annexion française en 1798, après la guerre de la Première Coalition.

## Territoire

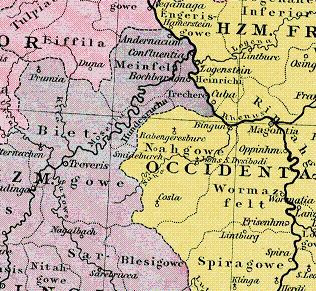
Le Hunsrück (Hundesrucha) à la frontière entre la Lotharingie et la Franconie occidentale vers l'an mil.

Le comté s'étendait dans la région frontalière de la Rhénanie avec le Palatinat et la Hesse rhénane au sud-est, le Rhin à l'est, la Moselle puis le Bedgau (Bitburg, amorce l'Eifel et le comté d'Ardenne, à l'ouest ; le Hunsrück au nord (chaîne qui commence à l'orient de la Moselle et se prolonge au sud de Trarbach et Zelle, et qui confine au nord-est avec le Trachgau, ce dernier occupant l'angle sud entre Rhin et Moselle inférieure : région de Trechtingshausen et Kastellaun) ; et au sud l'ancien district de Nahegau.
Ses bornes étaient autrefois beaucoup plus reculées qu'elles ne le sont devenues ensuite, puisque ses anciens comtes étendaient leur domination ou du moins leur influence depuis la Moselle, par la Westrich et le Nahegau, jusque dans le Speiergau (Spire), le Wormsgau (Worms), et même dans la Basse-Alsace ou l'Alsace bossue. Les principautés voisines étaient les archevêchés de Trèves et de Mayence, le Palatinat du Rhin, le Nahegau et le Rheingau des Wild-, Rau- et Rhingraves.
Ce comté est traditionnellement divisé « depuis un temps immémorial » en deux parties : 
- la part antérieure, en amont selon le confluent des rivières avec le Rhin, proprement nommée de Sponheim – et Burgsponheim – à l'ouest de Bad Kreuznach, ou Bas-Sponheim, entre la Nahe (avec sa rive gauche au niveau de Kreuznach et Sponheim) et le Rhin (le qualificatif Bas indique le relief, qui rejoint vite la plaine du Rhin s'avançant vers Mayence : 230 m à Sponheim et 104 m à Bad-Kreuznach),
- et la part ultérieure ou d'aval, appelée de Starkenbourg, au nord de Bernkastel, ou Haut-Sponheim, sur la Moselle, d'altitude un peu plus élevée dans ses zones les plus hautes (410 m à Birkenfeld).

Ces deux parties sont séparées par la forêt appelée Saau-Wald (Soon-Wald, au sud du Trachgau et de Simmern, dans le prolongement nord-est du Hunsrück), qui leur sert de lisière. Mais les limites n'étaient pas nettes, une branche de la famille pouvant posséder des biens situés chez l'autre : ainsi le comté ultérieur détenait le bailliage de Winterburg, qui est placé vers Kreuznach et qui doit donc appartenir originellement au comté antérieur ; et ce dernier possédait le bailliage de Kirchberg qui appartient proprement au comté ultérieur.

## Origines du titre

### Branche aînée
Les comtes de la maison de Sponheim (ou Spanheim, Spanheym, Spœnhein, Spanhem, &c.) apparaissent au XIe siècle avec Siegfried Ier († 1065), qui participa à l'expédition punitive de l'empereur Conrad II le Salique contre le duc Adalbéron de Carinthie en 1035. Son père Eberhard († vers 1044) est possiblement lié aux descendants d'Aribo Ier, comtes palatins de Bavière.
Une fois arrivé dans le sud-est de l'Empire, Siegfried épousa Richarde/Richgard, la fille héritière d'un Sieghardinger (de) : Engelbert IV († 1040), comte bavarois de Pustertal (cf. le val Pusteria) en Tyrol, avoué des évêques de Brixen – et de Lavanttal en Carinthie. Par son père, Richarde était apparentée aux Eppenstein de Styrie, ducs de Carinthie depuis 1012. La mère de Richarde, Liutgart, était probablement une fille de Werigand (de), comte de Frioul et d'Istrie.
Siegfried de Sponheim est nommé margrave à la frontière hongroise par l'empereur Henri III vers 1045, il fut également comte en Pustertal et en Lavanttal. Son fils, le comte Engelbert/Engelbrecht Ier († 1096), lui succède : il est le père d'Henri IV († 1123) qui a finalement été inféodé avec le duché de Carinthie et la marche de Vérone en 1122, suivi par son frère cadet Engelbert II, marquis d'Istrie et de Carniole (et père, entre autres enfants, d'Ida de Sponheim, l'épouse de Guillaume III de Nevers).

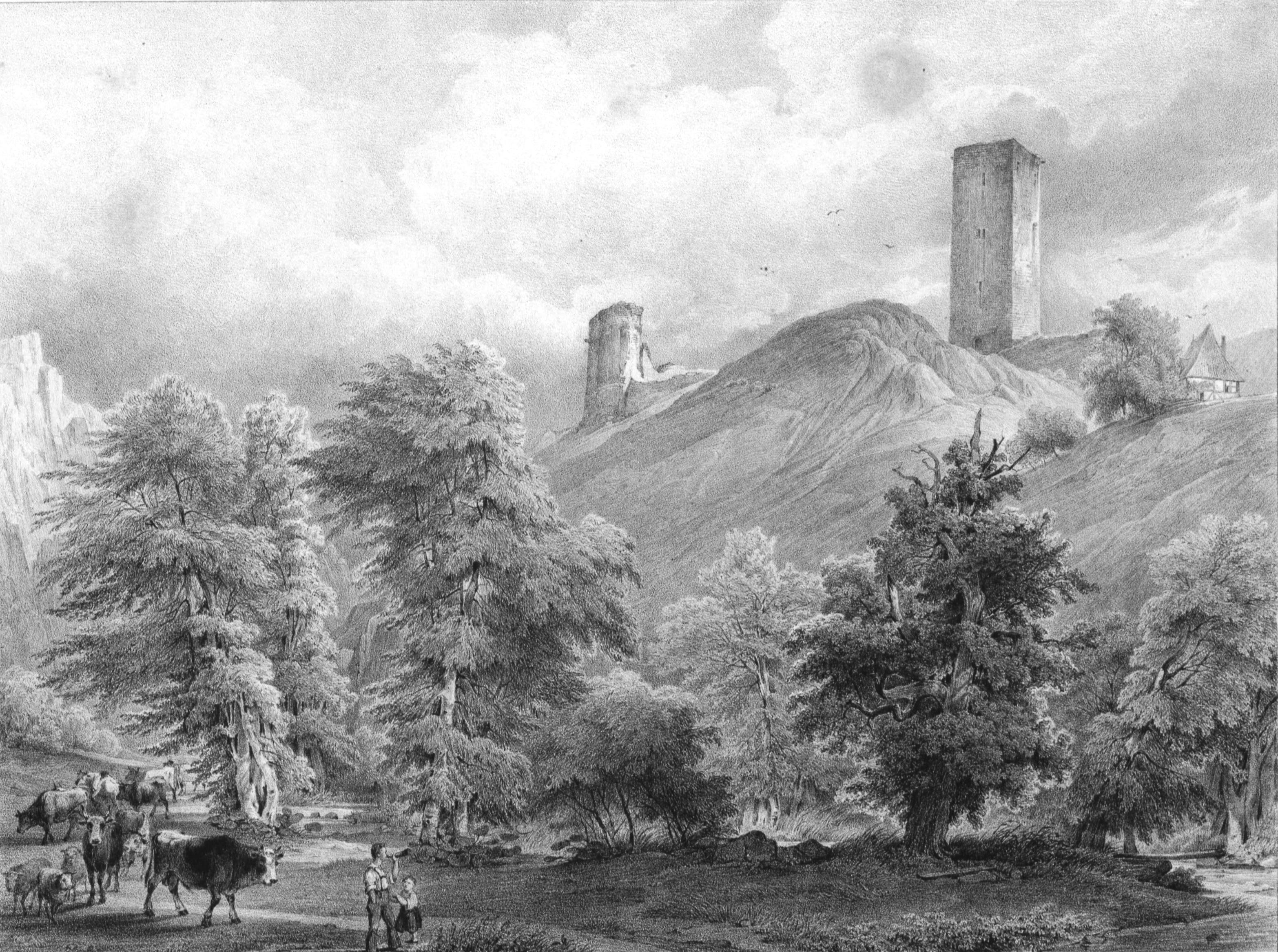
Les ruines du château de Sponheim (1834).

La branche aînée des Sponheim, ducs de Carinthie, va se poursuivre, mais le comté rhénan de Sponheim passe alors à une branche cadette, avec le comte Étienne, un personnage mal connu et aux origines discutées. D'abord, il semble exister deux comtes, Étienne Ier de Sponheim (en) et Étienne II, le père et le fils, mais certains auteurs considèrent qu'ils ne font qu'un. S'ils sont bien deux, Étienne Ier meurt vers 1080 et Étienne II décède vers 1101/1118, et le champ chronologique est vaste : Étienne Ier peut naître entre 1010 et 1050, Étienne II entre 1150 et 1190 ! S'il n'y a qu'un seul Étienne, ce serait Étienne (II). En tout cas, s'ouvrent bien des hypothèses pour la filiation : quel serait donc le père d'Étienne Ier ?
On[Qui ?] a proposé un comte Eberhard (II) (Everard, Evrard) , qualifié de comte de Naumbourg – du nom du château de Neuenbourg ou château de Naumburg (de) sur la Nahe à Bärenbach – et qui vivait encore vers 1063/1065. Il fonda en 1044 une église sur la colline du Feldberg à Sponheim, qu'Étienne II transforma en abbaye bénédictine en 1101 : ce qui persuada qu'Eberhard était le premier comte de Sponheim dont il reste un monument (témoignage) sûr. Mais tout cela est mis en cause, même sa fondation ; surtout, on ne sait trop comment rattacher Eberhard à la branche aînée (ducale). Il est parfois dit fils d'une comtesse Hedwig (la bru du comte Siegfried ci-dessus, épouse d'Engelbert Ier, porte ce nom et c'est peut-être une Billung de Saxe, fille de Bernard II : Eberhard (II) serait-il un frère ou un demi-frère utérin du duc Henri IV de Carinthie ? ; son fils serait alors un seul Étienne ; on ne peut rien affirmer, la mère supposée d'Eberhard (II) reste en fait une inconnue). Ou bien Eberhard (II) serait un frère cadet de Siegfried, et donc un fils d'Eberhard Ier, né vers 1020.
On[Qui ?] a aussi présenté Étienne Ier comme un frère ou un cousin du comte Siegfried – voire son fils ou son gendre ? Les choses se compliquent encore quand on sait qu'un fils cadet du comte Siegfried s'appelait aussi Siegfried, † 1070, ayant peut-être contracté un mariage inégal : pourrait-il lui aussi être en jeu ?
Encore, on l'a identifié à un Étienne vogt (avoué, vidame, défenseur, bailli) de Worms, frère d'un Markwald/Markwart, fl. 1068, ce qui pourrait le rattacher à la famille des comtes de Blieskastel (Castres), comtes palatins de Metz, comtes de Lunéville, souvent vogt von Worms. Mais on[Qui ?] remarque aussi que Markwart est un prénom courant chez les Eppenstein, anciens ducs de Carinthie (cf. le duc Adalbéron), dont la femme du comte Siegfried semble issue...
On[Qui ?] note aussi l'absence de mariages inter-branches, et des prénoms fort différents portés dans les deux branches (sauf, indirectement, Mé(gi)nhard : c'est le fils d'Étienne (II), et c'est aussi un nom fréquent aux XIIe – XIIIe siècles – avec Engelbert – dans la maison de Goritz/Gorizia issue des Sieghardinges, ancêtres de la femme supposée du comte Siegfried).
On[Qui ?] peut conclure que les comtes Étienne Ier et Eberhard II ne sont pas vraiment comtes de Sponheim, en tout cas pas comtes principaux, puisqu'ils sont contemporains des comtes Siegfried et Engelbert : mais ils peuvent être comtes secondaires en tant que cadets ou cousins. Ils peuvent d'ailleurs simplement porter le nom de Sponheim en tant que nobles attachés à la branche aînée et à la familia castrale (l'entourage, le compagnonnage comtal) du château de Burgsponheim, ou exerçant une fonction très importante à Sponheim, et décorés personnellement du titre de comtes parce que membres ou proches de la dynastie, ou issus d'une autre famille comtale alliée. En effet, il n'est pas prouvé qu'Étienne Ier ou Eberhard (II) soient des Sponheim par les mâles : ils peuvent très bien être des gendres ou des cousins, neveux et autres petits-fils se rattachant à la dynastie par les femmes. En tout cas, leurs liens avec la branche aînée sont suffisamment étroits pour leur permettre de succéder à cette dernière à Sponheim au XIIe siècle, avec Étienne (Il) et Méginhard, comtes de Spanheim.

### Branche cadette, comtes de Sponheim/de Spanheim
- Étienne II de Sponheim : x 1092 Sophie (de Formbach/Vornbach, comté de Formbach (de)) ?, née vers 1050-1055, probable fille du comte Méginhard IV ou V, et veuve d'Hermann de Luxembourg-Salm anti-roi en 1081-1088) ; il convertit l'église du Feldberg de Sponheim en une abbaye,
  - transformation qu'acheva Mégin(h)ard ou Ménard/Meinhard/Meynard († vers 1136/1145), son successeur et probable fils ; il en céda la vidamie et le droit de protection (avouerie) à l'aîné de ses fils, et ensuite à l'aîné de ses descendants, qui sera en même temps seigneur de Creutzenach ; x Mechtild/Mathilde, fille du comte Adalbert/Albert II de Nellenburg, comte de Mörsberg et Mörsburg[2] ; Mechtild aurait épousé en deuxièmes noces Adalbert Ier de Dillingen et Kybourg ; Eberhard et Mechtild, après Méginhard et Hedwige, ont refondé le monastère de Schwabenheim vers 1130
    - Godefroi/Gottfried Ier († après 1159), son fils et successeur, donna le château de Koppenstein (de) et ses dépendances en apanage à son frère Crafton, qui les transmit au couvent de Sponheim dont il fut fait abbé ; x Mathilde, fille de Simon Ier duc de Lorraine ? ; on présume qu'il eut pour fils :
      - Godefroy/Gottfried II († après 1183), probable gendre du comte Gerlach (Ier ?) de Veldenz (certains auteurs fusionnent Gottfried Ier et II) ; ses frères seraient : Walram, Henri (Ier), Simon, Albert et Ludwig (Ier), tous morts entre 1183 et 1200
        - Godefroy III (en) (1175/1185-1218/1223) est l'auteur de tous les comtes suivants ; il possédait Sponheim ultérieur (Starkenbourg) et antérieur (Sponheim et Kreuznach) ; il avait épousé Adélaïde († 1263), sœur du comte Henri III de Sayn († 1246/1247) qui nomma ses neveux héritiers de ses terres ; veuve, elle aurait marié en deuxièmes noces Eberhard IV d'Eberstein ; Parents de...
          - … Jean Ier (de) (vers 1206-1266), l'aîné, obtint le comté de Sayn et le tiers environ du comté de Sponheim, c'est-à-dire les châteaux de Starkenbourg et d'Ellenbach ou Allenbach, avec Wendiche, Winningen, Truize, et la co-seigneurie des châteaux de Sponheim et de Dill ; il laissa ces domaines à ses deux fils ; il résidait au château de Starkenbourg sur la Moselle ; il épousa sans doute une fille du comte Frédéric d'Altena-Isenberg, d'où :
            - Sayn : Godefroi/Gottfried Ier (IV) († 1282/84), qui reçut le comté de Sayn, x vers 1259 Jutte/Judith/Bonne fille d'Henri II d'Isembourg, et fut la souche : - des comtes de Sponheim-Sayn (par leur fils aîné Jean II : branche fondue plus tard dans la branche cadette par le mariage d'Anne-Elisabeth de Sayn avec Guillaume III de Sayn-Wittgenstein en 1591) ; - et des comtes de Sayn-Hombourg (Nümbrecht) qui prendront vers 1345 le nom de Sayn-Wittgenstein (par leur fils cadet Engelbert de Sayn-Hombourg, grand-père de Salentin x Adélaïde de Wittgenstein), et :
            - Sponheim ultérieur/Haut Sponheim - Starkenbourg : Henri Ier de Sponheim (de) (III) (1235-1289), frère de Godefroi/Gottfried Ier, qui continua la branche de Sponheim-Starkenbourg, x Blancheflor, † 1330, fille de Guillaume IV de Juliers/Jülich
              - Jean II (vers 1265-1324), marié à Catherine, fille d'Otto IV d'Ochsenstein (neveu maternel du roi Rodolphe Ier-IV de Habsbourg)
                - Henri II (c. 1292-1323), marié à Laurette fille de Jean Ier de Salm-Vosge
                  - Jean III de Spoheim (de) (c. 1315-1398), marié à Mechtild/Mathilde de Bavière-Palatinat, fille de Rodolphe Ier, nièce de l'empereur Louis IV et grand-tante du roi Robert Ier-III de Bavière-Palatinat ci-dessous, d'où :
                    - Jean IV de Sponheim (de) (c. 1338-1413/14), marié à Elisabeth, fille héritière du comte Walram de Sponheim-Kreuznach (Sponheim antérieur),
                      - leur fils Jean V (c. 1359-1437), réunit tout l'ancien comté de Sponheim[3] : de Sponheim-Starkenbourg (comté ultérieur) par son père, et de Sponheim-Kreuznach (comté antérieur) en 1417 par sa mère ; marié sans postérité à Walburge de Leiningen-Rixingen,

                    - Mechtild/Mathilde, † vers 1407-1410, mariée au margrave Rodolphe/Rudolf VI de Bade, d'où la suite des margraves de Bade
                    - et Laurette, mariée au comte Henri III de (Hohen) Geroldseck, comte de Veldenz (fils du comte Henri II de Veldenz x Agnès de Sponheim antérieur-Kreuznach-Kastellaun, fille de Simon II et sœur de Walram ci-dessous), d'où Frédéric III de Veldenz (vers 1370-1444), père d'Anne de Veldenz (vers 1390-1439) qui apporte les comtés de Veldenz et de Sponheim ultérieur (Starkenbourg) à son mari Étienne de Bavière, comte palatin de Deux-Ponts et duc de Simmern (1385-1459), fils cadet du roi Robert Ier ci-dessous : d'où postérité ; voir la partie Succession de Sponheim, plus bas,

            - Gottfried Ier et Henri Ier-III avaient pour sœurs : Elisabeth, x Gérard, comte de Neuenach ; et Agnès, x Marquart, comte de Solms

          - Heinsberg : … Henri Ier de Heinsberg (II) († 1258/1259), le puîné, qui reçut les biens de Sponheim mentionnés ci-après, et surtout les seigneuries de Blankenberg (Blankenberg venait des Sayn, comme Löwenburg/Lowenberg, Saffenberg/Saffenburg et Hilkerad ci-après, par le mariage de Gottfried III ci-dessus : cf. Anton-Friedrich Büsching : Géographie universelle, à Strasbourg, 1773 : t. VII, p. 338), et de Heinsberg par son mariage avec Agnès de Clèves-Valkenbourg-Heinsberg, dame de Heinsberg, fille de Thierry/Dirk Ier de Clèves-Valkenburg-Heinsberg et arrière-petite-fille du comte de Clèves Thierry/Dietrich II, III ou IV : - d'où la suite des seigneurs de Heinsberg et Blankenberg par leur fils aîné Thierry/Dirk II (x Jeanne de Louvain-Gaasbeek ; aussi père d'Adélaïde de Heinsberg, la mère d'Othon II de Nassau) ; - alors que leur fils cadet Jean reçoit Löwenburg (cf. le site Loewenburg/) ; - et que leur fille Adélaïde, dame de Saffenberg (cf. les sites Saffenburg et Saffenburg) et Hilkerad/Hilkerode, avouée (avocatie) de Bonn (Bonn ou Bonn ?) et du chapitre de Cologne, marie son cousin éloigné Thierry VI, comte de Clèves (Kleve, Kleef) ;
          - Sponheim antérieur/Bas Sponheim - Sponheim et Kreuznach : … et Simon Ier de Sponheim (de) (vers 1210-1264), le benjamin, comte de Sponheim (antérieur), qui réunit les seigneuries de Creutzenach et de Bœckelheim, la seigneurie des châteaux de Sponheim et de Dill avec la vidamie (avouerie) des couvents de Sponheim et de Schwabenheim ; de plus il hérita la portion de son frère Henri de Heinsberg aux États de Sponheim, savoir Kastelnau, Neve (Neuerkirch ?) et Kirchberg : il eut alors les deux tiers de l'ancien comté de Sponheim (Sponheim antérieur) ; il épouse en 1240 Marguerite de Heimbach/Hengebach († 1291), fille d'Eberhard/Evrard III de Heimbach-Juliers, petite-fille de Eberhard/Evrard II de Heimbach et de Jutte de Juliers, et nièce du comte Guillaume III de Juliers/Jülich-Heimbach ; Marguerite, veuve, se remarie en 1265 à Emich IV de Leiningen ci-dessous, qui fonde Landau en 1260
            - ses fils Jean Ier et Henri Ier, qui viennent (et Everard ?), formèrent autant de branches particulières dans la maison de Creutzenach ; Simon Ier et Marguerite eurent aussi deux filles : Johanna x Frédéric IV de Linange-Dabo ;
            - et Imena/Imagina x Walter/Gautier II de (Hohen)Geroldseck († 1289 ; fils d'Henri Ier de Geroldseck et demi-frère aîné de Georges de Geroldseck-Veldenz, le père d'Henri II de Veldenz qui épouse Agnès de Sponheim-Kreuznach ci-dessus et ci-dessous)
            - Henri Ier (IV) († 1310), x Cunégonde († vers 1295), fille de Philippe de Bolanden, d'où trois fils :
              - Philippe († 1338), x 1320 Lisa Raugravine d'où
                - Henri († 1393), x 1355 Adélaïde de Katzenelnbogen, fille du comte Jean et d'Elisabeth de Limbourg-Isenberg
                - et Cunégonde : x 1er Wilhelm Raugraf, et x 2e Ludwig VI, comte de Rieneck (issu des comtes de Looz)

              - Gottfried ; et Henrie

            - et Jean Ier de Sponheim-Kreuznach (de) (vers 1245-1290/1291), x 1265 Adélaïde de Leiningen-Landeck (Linange ; † 1301), fille d'Emich IV comte de Linange-Sarrebruck (fondateur de Landau en 1260 et seigneur de Landeck ; fils du comte Frédéric II de Linange, lui-même fils cadet de Simon II, comte de Sarrebruck), d'où :
              - Simon II de Sponheim (de) (vers 1270-vers 1336) (ses frères et sœur sont : Jean II de Sponheim (de) (vers 1270-1340) ; Emich ; Gottfried ; Anna, x Ludwig V, comte de Rieneck), comte à Kastellaun, x 1293 Elisabeth de Clèves-Valkenburg, fille de Walram II et de Philippa (fille d'Otton II de Gueldre), et petite-nièce d'Agnès de Clèves-Valkenburg-Heinsberg (la femme d'Henri Ier de Heinsberg, belle-sœur de Simon Ier de Kreuznach et de Jean Ier de Sayn ci-dessus), d'où :
                - Walram (en) (vers 1305-1380), marié à Elisabeth de Katzenelnbogen, fille du comte Guillaume Ier, d'où trois enfants :
                  - Simon III (en) (vers 1330-1414), marié en 1348 à Marie de Vianden (1337-1400, fille d'Henri II comte de Vianden et de Marie, fille de Jean Ier comte de Namur) ; il laissa pour héritière :
                    - une fille nommée Elisabeth († 1417), qui épousa sans postérité : 1° en 1381 Engelbert III ou IV de La Mark (1333-91 ; fils d'Adolphe II et petit-fils d'Engelbert II) ; et 2° en 1392 Rupert/Ruprecht/Robert Pipan (1375-97 ; fils du comte Palatin-roi Robert Ier-III de Bavière, 1352-1410) ; après la mort de son mari elle fit donation d'un cinquième du comté antérieur de Sponheim à Rupert/Robert Ier (de Bavière), son beau-père, roi des Romains, électeur Palatin, et à ses héritiers les électeurs palatins du Rhin ; en 1416, elle confirma cette disposition à Louis, son beau-frère, successeur au Palatinat en 1410-1436 ; elle attesta par-là son droit de succession aux terres de son père quoiqu'aux investitures précédentes on n'eût point réservé l'inféodation simultanée. Après la mort de cette princesse les 4/5 restants de ce domaine échurent au comte Jean V de la ligne de Starkenbourg (ci-après), son cousin-germain maternel et son plus proche héritier :

                  - Elisabeth de Sponheim-Kreuznach († 1395), x Jean IV de Sponheim-Starkenburg (Sponheim ultérieur) ci-dessus : d'où Jean V, qui hérite de Sponheim antérieur et ultérieur
                  - Marguerite, x Philippe de Falkenstein-Münzenberg

                - Walram avait pour frères et sœurs : Johann ; Reinhold ; Agnès, x Henri II de (Hohen) Geroldseck, comte de Veldenz, d'où Henri III, père de Frédéric III, père d'Anne de Veldenz ci-dessus et ci-dessous ; et Elisabeth, x 1° Rudolf Ier de Hohenberg, et x 2° en 1340 Louis (1305-1345), landgrave de Hesse-Grebenstein, fils d'Othon Ier : d'où la suite des margraves de Hesse (maison de Hesse).

  - Gérard (Ier) de Vianden, sans doute fils et frère des comtes Étienne (II) et Méginhard, fl. après 1100, mari probable d'une fille (Adélaïde) du comte Bertolph/Bertolf de Vianden (des anciens seigneurs de Vianden, issus sans doute des comtes de Hamm, à Bitburg-Prüm, Vogt (avoués) de Prüm. ; fl. 1090), à moins que cette union ne concerne son fils Frédéric Ier ? ; il aurait fondé l'abbaye d'Höningen (de) à Altleiningen ; un autre frère du comte Méginhard serait un comte Rudolf ; Gérard a pour fils :
    - Gérard Ier ou II (1129-1156), comte de Clervaux
    - et Frédéric Ier (1124-vers 1150), comte de Vianden, vogt de Prüm : d'où la suite des comtes de Vianden

  - Hugo de Sponheim (nl)/Hugues († 1137), frère de Méginhard, Gérard et Rudolf ? ; archevêque de Cologne
  - Jutte/Judith/Bonne (1091–1136), leur sœur, abbesse de Disibodenberg.

### Succession de Sponheim
Le comte Jean V-de la ligne de Starkenbourg qui dès lors se vit en 1417 maître de tous les États de Sponheim, à l'exception du cinquième du comté antérieur tenu par le prince électeur palatin du Rhin (Louis (1378-1436), puis ses successeurs). N'ayant point d'enfant, il signa en 1425 à Bainheim avec : Bernard Ier, margrave de Bade (de la maison de Bade) ; et le comte Frédéric III de Veldenz — ses cousins germains, tous deux fils des deux sœurs de son père Jean IV : Mathilde et Laurette de Spanheim — un règlement de succession, où l'on stipula, que si l'un ou l'autre venait à mourir avant lui, ce comté passerait : 
- du côté du margrave de Bade à ses fils ;
- et du côté du comte de Veldenz à ses petits-fils issus de sa fille Anne de Veldenz, épouse du comte palatin de Simmern et Deux-Ponts Étienne, fils du roi Robert (de la maison de Wittelsbach), et aux descendants masculins d'Anne,
- sous la clause expresse que ce serait toujours exclusivement les aînés des deux tiges qui en hériteraient, et qu'ils le posséderaient en communauté perpétuelle (indivision) jusqu'à l'extinction de l'une des deux ; que dans ce dernier cas le tout passerait sans réserve à l'autre.

En effet à la mort du testateur Jean V, arrivée en 1437, Jacques, fils du margrave Bernard, et le comte Frédéric III de Veldenz, établirent entr'eux une communauté perpétuelle pour le comté ultérieur-Starkenbourg, et une autre avec l'électeur palatin pour l'antérieur.
- Ainsi, les Bade eurent la moitié du comté ultérieur et les 2/5 du comté antérieur, jusqu'à la Révolution – cf. plus loin – essentiellement les Bade-Bade, jusqu'à leur extinction en 1771 avec August-Georg, puis les Bade-Durlach avec Karl-Friedrich. On note que la volonté de Jean V de Sponheim de privilégier toujours les aînés comme comtes de Spanheim, n'a pas forcément été respectée : par exemple Philippe Ier de Bade-Sponheim, margrave de Bade à Sponheim en 1515-1533, était un fils cadet de Christophe Ier de Bade ; c'est vrai aussi chez les Bavière-Palatinat-Deux-Ponts qui suivent, avec Louis-Philippe ci-dessous.
- Anne de Veldenz, décédée en 1439, fille et héritière de ce Frédéric III de Veldenz, décédé en 1444, porta en dot à son époux Etienne, décédé en 1459, duc palatin de Deux-Ponts/Zweibrücken et comte de Simmern, d'une part le comté de Veldenz, et d'autre part les 2/5 du comté antérieur de Spanheim et la moitié de l'ultérieur, qui dès lors restèrent à cette branche à laquelle échut encore en 1559 le cinquième du comté antérieur possédé par la maison électorale, quand, à la mort d'Otton-Henri, l'électorat passa à Frédéric III-II comme comte/duc de Simmern. La nouvelle maison électorale qui possédait ainsi 3/5 du comté antérieur, céda la moitié qu'elle avait de l'ultérieur au duc Wolfgang de Palatinat-Deux-Ponts (de Bavière) et à son cousin Georges-Jean de Palatinat-Veldenz, fils de Robert, par la convention de Heidelberg datée de 1553. Mais le duc Wolfgang réunit le tout en vertu d'un second traité de 1566, et l'ayant incorporé à sa principauté, il en prit le titre et les armes[4].

L'électeur Frédéric IV, fils de Louis VI et petit-fils de Frédéric III, possesseur des 3/5 du comté antérieur, laissa à sa mort en 1610 l'électorat à son fils aîné Frédéric V († 1632), proclamé roi de Bohême en 1619 ; il donna à son autre fils Louis-Philippe les principautés de Simmern et de Lautern avec les trois cinquièmes du comté antérieur de Sponheim ; mais Charles-Louis († 1680), fils et successeur de Frédéric V, ayant réclamé contre ce partage, obtint, d'après un accommodement conclu à Ratisbonne en 1653 un cinquième de tous les revenus ecclésiastiques et séculiers de la ville de Creutzenach avec le bailliage de son nom, et quelques années après la co-seigneurie du comté antérieur de Sponheim à raison du cinquième, dont on l'avait reconnu propriétaire ; le traité de Creutzenach confirma ces dispositions.
- Le comté antérieur eut ainsi trois seigneurs – l'électeur palatin pour 1/5 ; le duc/comte palatin de Simmern et Lautern pour 2/5 ; et le margrave de Bade-Bade pour 2/5 – et il les garda jusqu'en 1673/1674, quand Louis-Henri, dernier duc palatin de Simmern mourut : à cette époque les trois cinquièmes du comté antérieur réservés aux comtes Palatins de la maison de Wittelsbach, échurent exclusivement à la maison électorale, qui les possède encore (en 1788), c'est-à-dire jusqu'à la Révolution : 
  - car l'électeur Charles-Théodore († 1799), perdit ses Etats rhénans-palatins en septembre 1797 à la proclamation de la République cisrhénane, elle-même annexée purement et simplement à la République française en février 1801 par la Paix de Lunéville (Sponheim, Kreuznach et Simmern appartenaient au département de Rhin-et-Moselle, comme Bonn et Cologne ; Veldenz et Birkenfeld au département de la Sarre, comme Trèves, Sarrebruck et Sarrelouis ; Deux-Ponts/Zweibrücken et Kaiserslautern au Mont-Tonnerre, comme Spire, Worms et Mayence). En Bavière électorale (duché puis royaume de Bavière), à lui échue en 1777, Charles-Théodore eut pour héritier à sa mort en 1799, Maximilien-Joseph (roi en 1806).
- Quant à la moitié du comté ultérieur, qui, comme nous l'avons dit, passa en 1566 à Wolfgang, duc Palatin de Deux-Ponts (aussi de la maison de Wittelsbach), il la transmit à Charles Ier, son fils cadet, appelé duc ou comte de Birkenfeld, du lieu de sa résidence, 
  - d'où elle tomba successivement au petit-fils de ce dernier, Charles-Otton, fils de Georges-Guillaume, mort sans postérité mâle en 1671 ; et à Chrétien II, fils de Chrétien Ier-le troisième fils de Charles Ier, qui possédait aussi Bischwiller, et qui acquit le comté de Ribeaupierre par son épouse Agathe-Catherine. Chrétien III, son fils († 1735), duc (comte palatin) de Birkenfeld, réunit ces domaines à la principauté/duché Palatin de Deux-Ponts et au comté de La Petite-Pierre en Alsace, qu'il obtint en 1731 de la succession des Palatinat-Cleebourg-Weldenz-Deux-Ponts (à la mort de Gustave-Samuel-Léopold), avec les voix et séances aux diètes et aux cercles (kreis) de l'Empire, dont cette maison jouissait alternativement avec l'électeur Palatin.
    - Son fils Chrétien/Christian IV († 1775), en jouit, et après lui son neveu Charles II Auguste († 1795), dont l'héritier fut son frère cadet Maximilien-Joseph de Ribeaupierre († 1825 ; ci-dessus), roi de Bavière en 1806 sous le nom de Maximilien Ier après avoir perdu comme Charles-Théodore ses Etats rhénans-palatins en 1797. Mais après le congrès de Vienne et les traités de Paris de 1814 et 1815, Maximilien retrouva le Palatinat rhénan (épousant imparfaitement l'ancien palatinat électoral ; avec Deux-Ponts, Blieskastel, Pirmasens, Waldmohr, Kusel, KaisersLautern, Kirchheim-Bolanden, Spire, Landau, BadBergzabern et Kandel jusqu'au Rhin et au nord de la Lauter, avec Ludwigshafen am Rhein). En revanche, Simmern, Veldenz et Sponheim allèrent à la Prusse rhénane.

## Précisions sur le comté antérieur de Sponheim (1788)
Son sol produit du colza, du lin, des vins, du froment et d'autres grains. On y trouve aussi quelques pâturages, auxquels on supplée par des prairies artificielles. Le commerce qui s'y fait consiste en huile, vin et diverses productions du pays, dont la proximité du Rhin facilite l'exportation. La plupart de ses habitants professent la religion réformée, quoique les catholiques romains aient le droit d'exercer leur culte dans presque toutes les églises. Il appartient pour trois cinquièmes à la maison palatine, pour le reste à celle de Bade ; toutes deux le gouvernaient ci-devant en commun ; mais elles partagèrent son administration en 1707, à la réserve des affaires féodales, dont le plus ancien des princes régnants est toujours chargé. L'électeur palatin n'a jamais payé de taxe spéciale pour le cinquième qu'il a hérité de la comtesse Elisabeth († 1417) ; mais il fournit pour les deux cinquièmes réunis par la branche de Simmern, trois hommes de cheval, et dix fantassins ou soixante-seize florins par mois, outre 108 écus, vingt et demi kr par terme pour l'entretien de la Chambre impériale. La maison de Bade en qualité de souveraine, des deux cinquièmes du comté antérieur, et de la moitié de l'ultérieur, qui lui donnent la voix de Sponheim, aux assemblées du cercle du haut Rhin est taxée à quatre-vingt-dix florins par mois romain. La portion de l'électeur palatin, au comté antérieur, offre :
1. Le Grand-bailliage de Creutzenach.
2. Le sous-bailliage de Bœckelheim, appartenant depuis très-longtemps aux comtes de Sponheim.

La portion des margraves de Bade au comté antérieur, offre plusieurs bailliages, savoir :
1. Le grand bailliage de Kirchberg dans le Nahegau.
2. Le ci-devant bailliage de Koppenstein.
3. Le bailliage de Naumbourg.

## Précisions sur le comté ultérieur de Sponheim (1788)
Le sol du comte ultérieur de Sponheim est assez généralement montueux, il fournit à tous les besoins et aux commodités même de la vie. Ses coteaux le long de la Moselle et de la Nahe sont couverts de beaux vignobles ; le reste produit des céréales et sur-tout des chênes, que les Hollandais achètent pour la construction des vaisseaux.
La plupart des sujets sont serfs, excepté dans quelques endroits où ils ont été affranchis. Le luthéranisme s'y introduisit en 1546, et il dominait en 1557 dans tout ce comté, excepté dans le Croever - Reich, où l'électeur de Trèves en avait empêché l'établissement. On tenta d'y rétablir le catholicisme ; mais les armes victorieuses de la Suède, l'en avaient exclu de nouveau, avant la paix de Westphalie. La France le réintroduisit en quelques endroits, où il a été protégé depuis par la Maison de Bade-Bade. Les affaires de la communion luthérienne, sont dirigées par un consistoire qui siège à Trarbach, où il y a aussi un inspecteur général des églises. En vertu d'une disposition du comte Jean (V) de l'année 1425, du traité ganerbinal de 1437, et d'autres pactes entre la Maison palatine de Deux-Ponts et celle de Bade, une régence commune établie à Trarbach dès 1671 gouverne ce comté ultérieur : c'est à cette régence que se portent les appels des bailliages et mairies en matières civiles. Quant aux affaires criminelles elles s'instruisent aussi par les baillifs sous les auspices de cette régence ; mais la décision est renvoyée aux deux seigneurs, qui conviennent par lettres, de la sentence, en renvoyant l'affaire à l'arbritage d'un collège de jurisconsultes. Ce domaine a un nombre considérable de vassaux, comtes ou barons et nobles, qui prennent leurs fiefs du plus ancien coseigneur régnant, au lieu que les fiefs passifs, selon le règlement du dernier comte de Sponheim, sont reçus par le coseigneur palatin seul, quoiqu'à frais communs. La taxe matriculaire de ce comté ultérieur, est pour la Maison palatine des Deux-Ponts, de deux et demi-cavaliers[Quoi ?] et huit fantassins, ou de soixante-deux florins ; et pour celle de Bade, telle que nous l'avons dit en parlant du comté antérieur.
Il est divisé en sept bailliages, outre le canton appelé Crœfer-Reich.
Le Crœfer-Reich, ou Crœver-Reich, est un petit canton séparé au-delà de la Moselle, et composé des villages de Crœve, Reihel, Kinheim, Erden, Bengel, Kinderbeuren et Keffenich, qui au treizième siècle faisaient partie des domaines de l'Empire, sous l'inspection d'un préfet, dont la charge était devenue héréditaire dans la famille noble de Dhaun en Eyffel. Mais les comtes de Sponheim l'acquirent en 1274 du roi Rodolphe Ier, tant en son nom qu'en celui de ses successeurs, à titre d'engagement, puis comme fief hypothécaire, dont les deux co-seigneurs reçoivent encore aujourd'hui l'investiture avec celle du reste du pays. La préfecture impériale devait naturellement tomber d'après cette disposition ; mais les seigneurs de Dhaun en rendirent le droit aux archevêques de Trèves, qui n'y avaient d'abord que quelques serfs, appelés encore aujourd'hui Péterlinge ou Manants de St-Pierre. Ces prélats ne tardèrent pas à étendre leur pouvoir, au point d'empêcher déjà en 1561 l'établissement du protestantisme, que les Maisons palatine & de Bade voulaient y introduire, et de le mêler si bien des affaires, qu'ils tirent près du tiers de tous les revenus. Il en est résulté un procès qui est pendant depuis 1594 à la Chambre impériale.